# De Havilland DH.65 Hound
Il de Havilland DH.65 Hound fu un bombardiere diurno inglese, biplano e biposto  realizzato negli anni venti dalla de Havilland. Non raggiunse mai la produzione in serie.

## Storia del progetto
L'Hound fu progettato come un biplano biposto per uso generico, come commessa civile per soddisfare le indicative 12/26 emesse dall'Air Ministry. Il prototipo, siglato G-EBNJ, volò per la prima volta il 17 novembre 1926. Fu realizzato tutto in legno ed equipaggiato con un motore Napier Lion. Successivamente, nel 1927, furono apportate delle modifiche sia al timone che al muso e fu modificato il propulsore e il velivolo fu designato DH.65A. Fu consegnato alla per i test necessari alla Royal Air Force nel gennaio del 1928 e gli venne dato il seriale J9127. Nonostante avesse prestazioni superiori ai suoi concorrenti, la RAF lo scartò per via della sua costruzione in legno e gli preferì l'Hawker Hart.
Nonostante il rifiuto da parte della RAF, l'aereo conquistò un record del mondo, nel 26 aprile 1928, per il trasporto di un carico di 1.000 kg (2205 lb) su una distanza di 100 km alla velocità di 257 km/h.
Si pensò di sviluppare ancora il progetto alla base dell'Hound, per realizzare un aereo per il trasporto di quattro passeggeri e denominarlo DH.74, ma poi non si fece più nulla e il progetto venne poi abbandonato definitivamente.